# Ixtle Blanco
Ixtle Blanco är en ort i Mexiko.   Den ligger i kommunen Tantoyuca och delstaten Veracruz, i den sydöstra delen av landet, 230 km norr om huvudstaden Mexico City. Ixtle Blanco ligger 172 meter över havet och antalet invånare är 388.
Terrängen runt Ixtle Blanco är huvudsakligen lite kuperad. Ixtle Blanco ligger uppe på en höjd. Runt Ixtle Blanco är det ganska tätbefolkat, med 72 invånare per kvadratkilometer. Närmaste större samhälle är Tantoyuca, 5,5 km nordost om Ixtle Blanco. Trakten runt Ixtle Blanco består till största delen av jordbruksmark.